# Municipio de Bass River
El municipio de Bass River (en inglés: Bass River Township) es un municipio ubicado en el condado de Burlington en el estado estadounidense de Nueva Jersey. En el año 2010 tenía una población de 1.443 habitantes y una densidad poblacional de 7,12 personas por km².

## Geografía
El municipio de Bass River se encuentra ubicado en las coordenadas 39°39′28″N 74°26′58″O / 39.65778, -74.44944.

## Demografía
Según la Oficina del Censo en 2000 los ingresos medios por hogar en el municipio eran de $47,469 y los ingresos medios por familia eran $51,167. Los hombres tenían unos ingresos medios de $35,179 frente a los $27,222 para las mujeres. La renta per cápita para la localidad era de $20,382. Alrededor del 5.2% de la población estaba por debajo del umbral de pobreza.